# Nokia 5510
Nokia 5510 – telefon komórkowy fińskiej firmy Nokia. 5510 jest pierwszym telefonem tej firmy z wbudowanym odtwarzaczem MP3. Posiada 64 megabajty pamięci wewnętrznej oraz pełną klawiaturę QWERTY.

## Wygląd
Telefon ma wymiary 134 × 58 × 28 mm, a wraz z baterią waży 155 g. Ma klawiaturę QWERTY, klawisz cofający i przyciski nawigacyjne. Wyposażony jest w podświetlany wyświetlacz o rozdzielczości 84 x 48 pikseli, na którym mieści się 5 wierszy tekstu. Telefon ma trzy fabryczne kolory obudów: Groove Red, Melody Blue i Allegro Blue.

## Funkcje
Nokia ma możliwość wysyłania SMS, zegar, budzik, kalkulator, przelicznik walut, stoper, minutnik, wygaszacze ekranu, radio oraz odtwarzacz MP3. Telefon wyposażony jest w pięć gier: Snake II, Pairs II, Space Impact, Bantumi oraz Bumper. 5510 oferuje także zapis 100 numerów telefonów

### Połączenia
Telefon ma funkcję wybierania głosowego (8 numerów) oraz szybkiego (9 numerów). Nokia 5510 oferuje także automatyczne odbieranie, ponowne wybieranie, przekazywanie połączeń, licznik czasu, połączenia oczekujące oraz zawieszanie połączeń. Telefon wyposażony został też w 35 standardowych dzwonków, a istnieje też możliwość dodania swoich siedmiu.

### Wiadomości
Maksymalna długość wiadomości SMS to 459 znaków w wiadomości łączonej. Można także korzystać z czatu, emotikon oraz szablonów. Nokia obsługuje też wiadomości obrazkowe (Smart Messaging).

### Muzyka
Nokia 5510 wyposażona jest w 64 megabajty pamięci wewnętrznej oraz stereofoniczne radio FM. Odtwarzacz wbudowany w telefon umożliwia odtwarzanie plików AAC oraz MP3 przekształconych na format LSE zabezpieczony przed nielegalnym powielaniem muzyki. Do telefonu dołączony jest kabel z wtyczką USB umożliwiający pobieranie plików muzycznych z komputera za pomocą programu Nokia Audio Manager 2.0. W systemie Windows XP wykorzystać do tego celu można też darmowy program Another Audio Manager, szybszy w działaniu i przez wielu uznawany za wygodniejszy w obsłudze. W środowisku Linux konwersja plików do formatu LSE możliwa jest dzięki programowi Nokryptia. Telefon pozwala też na nagrywanie z radia. Wraz z telefonem sprzedawana jest przejściówka umożliwiająca słuchanie muzyki przez zwykłe słuchawki. Ma on również wejście audio do nagrywania z zewnętrznych źródeł dźwięku.

### Pamięć masowa
Po podłączeniu telefonu przez kabel USB do komputera, telefon funkcjonuje jako pamięć masowa, co umożliwia swobodne przesyłanie plików.